# Cañadas de Obregón
Cañadas de Obregón est un village et une municipalité de l'État de Jalisco au Mexique.
La municipalité a 4 110 habitants en 2015.

## Toponymie et héraldique
La localité porte le nom de « Cañadas » depuis l'époque coloniale. Elle prend en 1929 le nom de « Villa Obregón » en mémoire d'Álvaro Obregón et elle choisit finalement en 1980 son nom actuel de « Cañadas de Obregón ».
| Image externe |                                                  |
|               | Blason de Cañadas de Obregón sur jalisco.gob.mx. |

Le blason municipal actuel a été adopté en 2003-2004. Au centre du blason, l'écu juxtapose une croix franciscaine, le « glyphe des pentes » qui traduit le nom espagnol cañadas (en français : vallons), le « glyphe de l'œil qui pleure » en référence au xalixco, le pays sablonneux, devenu l'État de Jalisco ; un loup noir, allégorie de la guerre dans la tradition héraldique espagnole, et un cerf, allégorie de la civilisation. La combinaison de symboles espagnols et de glyphes préhispaniques se poursuit dans les ornements extérieurs de l'écu et figure le métissage des deux cultures.

## Géographie
Cañadas de Obregón est située à 1 850 m d'altitude dans la région Altos Sur de l'État de Jalisco environ 130 km au nord-est de Guadalajara.
| Mexticacán (es)                  |                    | Jalostotitlán (es)      |
| Yahualica de González Gallo (es) | Cañadas de Obregón | Valle de Guadalupe (es) |
|                                  |                    |                         |

Le territoire de la municipalité est principalement agricole. On y trouve cependant 2 200 ha de forêts.
La température moyenne annuelle est de 19,5 °C. Les vents dominants viennent du nord-ouest.  Il pleut principalement en juin et juillet.  En moyenne, il tombe 532,5 mm de pluie par an et il y a 16 à 17 jours de gel pendant l'hiver.

## Démographie
La population de la municipalité a tendance à baisser[à vérifier] du fait de l'émigration vers les États-Unis. L'économie locale est en partie financée par les envois de fonds des émigrés[réf. souhaitée].
En 2010, 63 % de la population est urbaine et la municipalité compte 4 152 habitants pour une superficie de 471,62 km2. Parmi les 34 localités habitées, la plus importante est le chef-lieu Cañadas de Obregón (2 625 habitants) suivie par Temacapulín qui se trouve à quelques kilomètres du chef-lieu et compte 332 habitants.
Au recensement de 2015, la population de la municipalité passe à 4 110 habitants.

## Histoire

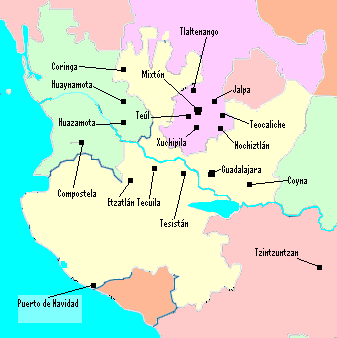
Soulèvements en Nouvelle-Galice pendant la rébellion Mixtón (1540-1551).

Les premiers habitants de la municipalité sont des Nahuas dépendant des caciquats de Yahualica (es), Mexticacán (es) et Xaloxtotitlán (es).
La région est conquise brutalement en 1530 par Pedro Almíndez Chirino (en) mais Cristóbal de Oñate obtiendra plus tard un ralliement réel à la couronne espagnole. Au XVIe siècle, Temacapulín est impliquée dans la rébellion Mixtón (es)[réf. souhaitée].
La municipalité est créée en 1903 à partir des commissariats de Temacapulín et de Valle de Guadalupe aux dépens de la municipalité de Jalostotitlán[réf. souhaitée]. En 1922, la création de la municipalité de Valle de Guadalupe réduit d'autant celui de la municipalité de Cañadas[réf. souhaitée]. Comme indiqué plus haut, la municipalité portera le nom de « Villa Obregón » de 1929 à 1980 avant d'adopter son nom actuel de « Cañadas de Obregón ».

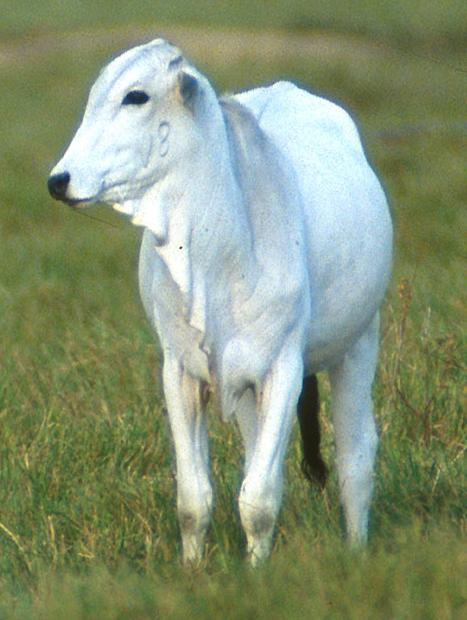
Le bétail est élevé dans la commune.

## Points d'intérêts
- l'église paroissiale Nuestra Señora de la Luz construite au XVIIIe siècle ;
- la basilique de Temacapulín (XVIIIe siècle) ;
- les arènes Rodolfo Gaona construites en 1680, parmi les plus anciennes du Mexique[1].

## Jumelage
- États-Unis : Superior (Arizona) [réf. souhaitée]